# 현기봉
현기봉(玄基奉, 1855년 10월 14일(음력 9월 4일) ~ 1924년 양력 7월 7일)은 조선 말기와 일제강점기의 부호로 조선총독부 중추원 참의를 지냈다. 아호는 성산(星山)이다.

## 생애
전라남도 영암군 학산면의 부호 가문에서 태어난 대지주였다. 1888년 구휼 활동에 나서서 불쌍한 백성을 구제했다는 기록이 있고, ‘구민제세의 대덕성자’로 추앙을 받던 사람이다. 1891년 진사시에 급제했다. 영암군의 향교와 향약소에서 직책을 맡거나 학교를 세워 교장이 되는 등 지역 유지로 활동했다. 1906년에는 영암군민의장이 되었고, 1909년에는 목포부민의장을 역임했다.
1910년에 한일 병합 조약이 체결된 뒤 이듬해 목포부의 참사로 임명되어 식민통치에 대한 자문 역할을 담당했고, 중추원 참의도 지냈다. 1919년 9월 3·1 운동으로 인한 민심의 혼란을 수습하기 위해 사이토 마코토 조선총독의 각 도 대표 소집에 응하여 조선총독부 주최로 열린 시국강연에서 전라남도 대표로 참석했다.
1924년 현기봉이 사망하자 약 100,000명 가량의 인파가 참가함으로써 사실상의 도민장(道民葬)과 다름없었다. 현준호의 3남 현영원이 현대그룹 회장 현정은의 아버지라 현정은에게는 증조부가 된다.

## 사후
1935년에 총독부가 편찬한 《조선공로자명감》에 조선인 공로자 353명 중 한 명으로 아들인 현준호와 함께 수록되어 있다.
2002년 발표된 친일파 708인 명단과 2008년 공개된 친일인명사전 수록예정자 명단 중 중추원 분야에 선정되었으며 2009년 친일반민족행위진상규명위원회가 발표한 친일반민족행위 705인 명단에도 포함되었다. 세 목록에는 현준호도 함께 들어 있다.

## 같이 보기
- 조선총독부 중추원
- 현준호

## 참고 자료
- 현기봉(玄基奉) - 국사편찬위원회
- 반민족문제연구소 (1993년 3월 1일). 〈현준호 : 실력양성론자에서 친일파로 변신한 금융자본가 (박찬승)〉. 《친일파 99인 2》. 서울: 돌베개. ISBN 9788971990124.